# Sequía

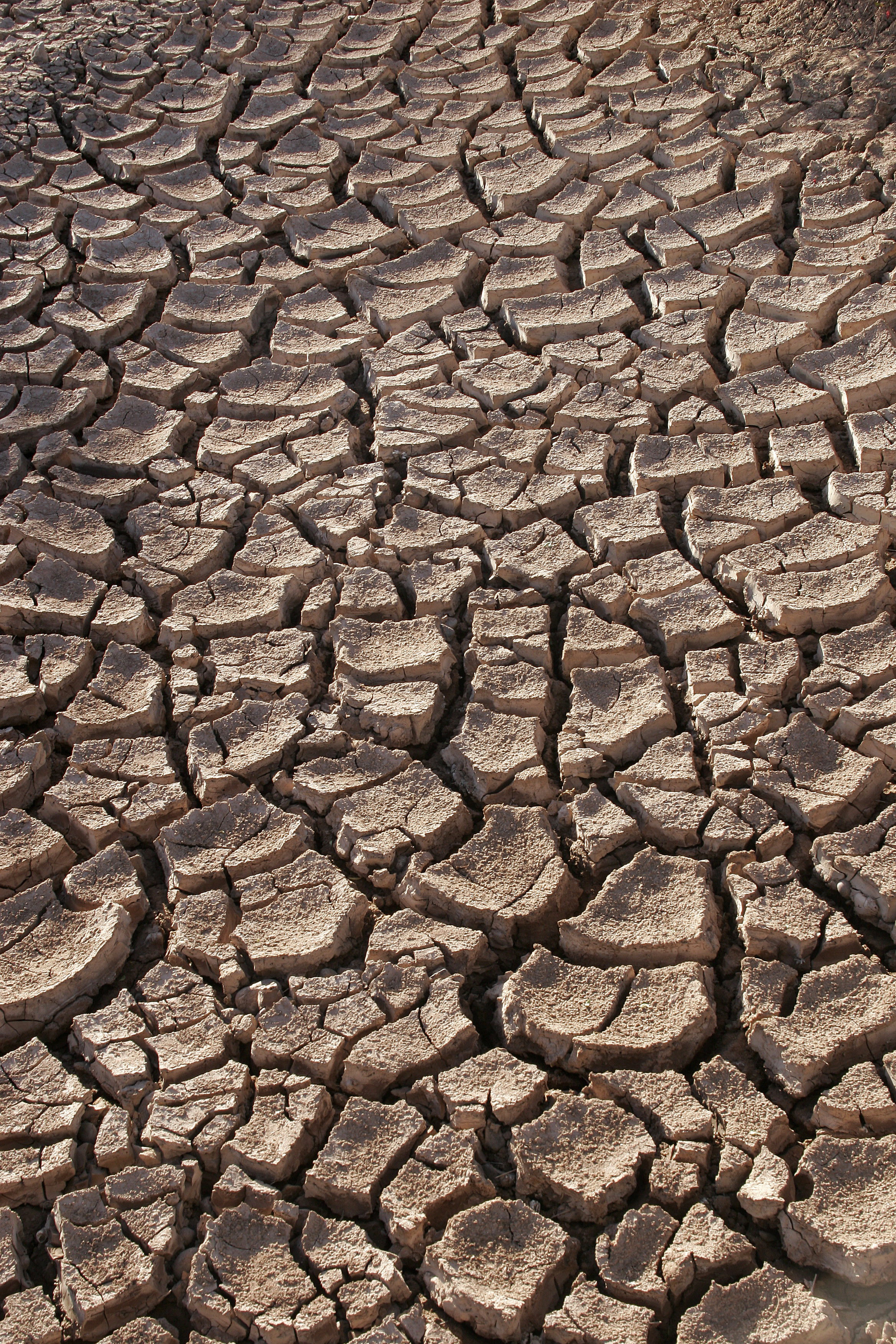
Los suelos resecos suelen agrietarse debido a la falta de lluvia.

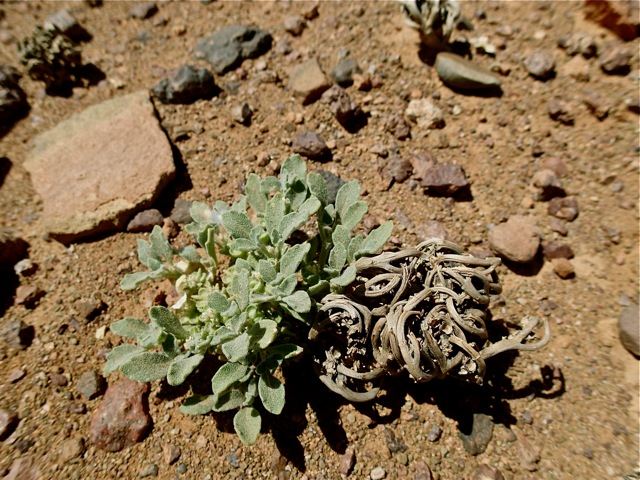
Planta asombrosa, la rosa de Jericó debe su nombre a su "perpetuo renacimiento", como la ciudad bíblica de Jericó, que nunca dejó de renacer de sus cenizas. Cuando la humedad es insuficiente, se seca y parece muerta...

La sequía es una anomalía climatológica transitoria en la que la disponibilidad de agua se sitúa por debajo de lo habitual de un área geográfica. El agua no es suficiente para abastecer las necesidades de las plantas, los animales y los humanos que viven en dicho lugar.
La causa principal de toda sequía es la falta de lluvias o precipitaciones, este fenómeno se denomina sequía meteorológica y si perdura, deriva en una sequía hidrológica caracterizada por la desigualdad entre la disponibilidad natural de agua y las demandas naturales de agua. En casos extremos se puede llegar a la aridez.
Si el fenómeno está ligado al nivel de demanda de agua existente en la zona para uso humano e industrial hablamos de escasez de agua.
La sequía puede tener efectos ambientales, sociales y económicos.
Si bien la sequía es una característica recurrente del clima en la mayor parte del mundo, se está volviendo más extrema y menos predecible debido al cambio climático.  Las estaciones secas anuales en los trópicos aumentan significativamente las posibilidades de que se produzca una sequía, con el consiguiente aumento del riesgo de incendios forestales. Las olas de calor pueden empeorar significativamente las condiciones de sequía al aumentar la evapotranspiración. Esto seca los bosques y otra vegetación, y aumenta la cantidad de combustible para los incendios forestales.

## Tipos de sequía

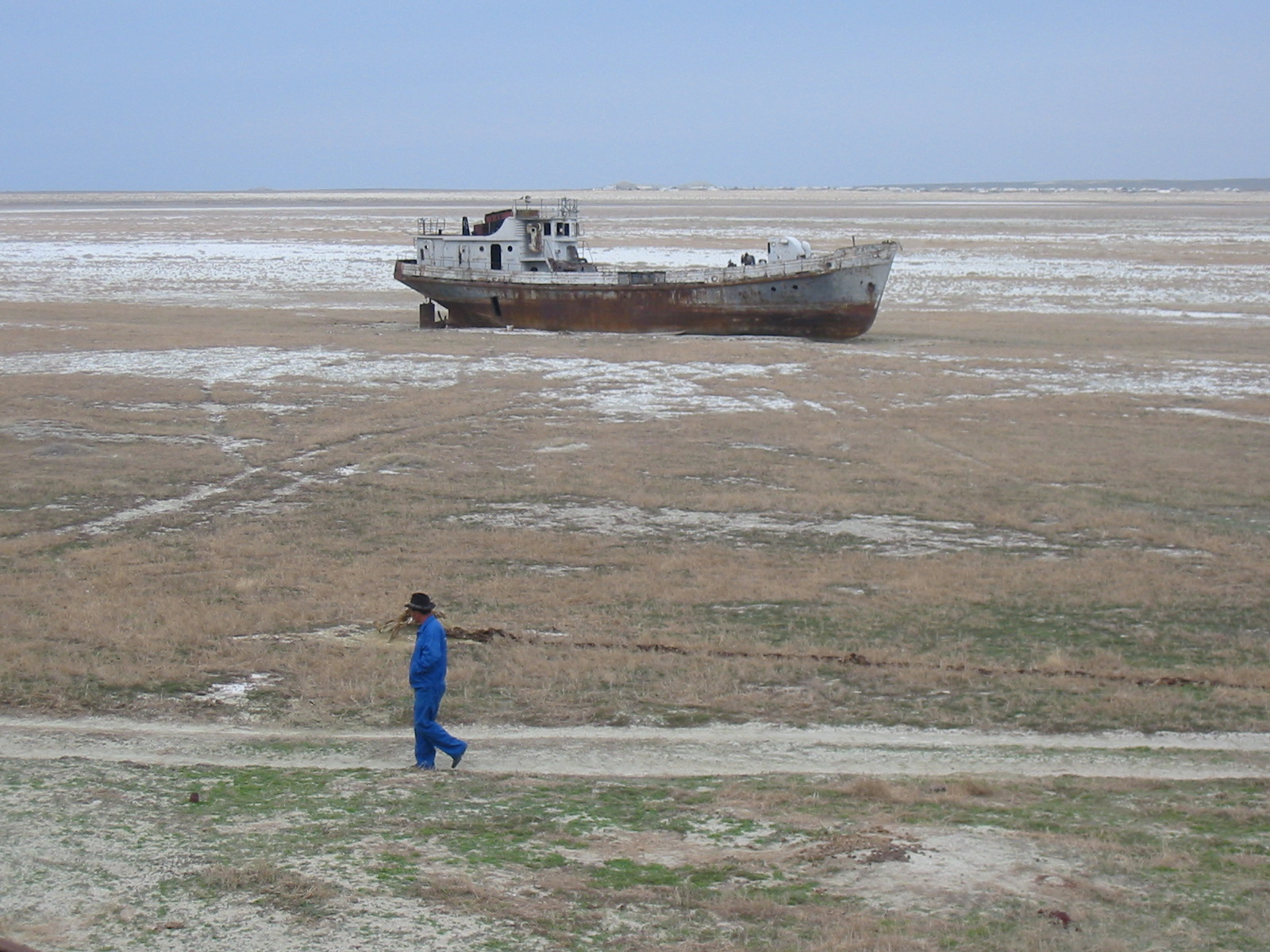
Sequía hidrológica: Un barco encallado por el repliegue del mar de Aral.

Cuando persiste la sequía, las condiciones circundantes empeoran gradualmente y su impacto en la población local se incrementa. Se tiende a definir la sequía en tres formas principales:
1. La sequía meteorológica se produce cuando ocurre un período prolongado con menos precipitación que la media. La sequía meteorológica suele preceder a las otras formas de sequía.
2. La sequía agrícola es la que afecta a la producción de cultivos o la ecología del área biogeográfica. Esta condición también puede surgir independientemente de cualquier cambio en los niveles de precipitación, cuando las condiciones del suelo y la erosión provocada por actividades agrícolas mal planificadas causan un déficit en el agua disponible para los cultivos. Sin embargo, por lo general una sequía agrícola tradicional es causada por un período prolongado en la cual la precipitación cae debajo del promedio.
3. La sequía hidrológica se produce cuando las reservas de agua disponibles en fuentes como acuíferos, ríos, lagos y presas caen por debajo de la media estadística. La sequía hidrológica tiende a aparecer más lentamente porque se trata de agua almacenada que se utiliza pero no se repone. Aunque una sequía hidrológica suele ser provocada por una precipitación deficiente, también pueden tener otras causas. Por ejemplo, Kazajistán recientemente recibió fondos del Banco Mundial para restaurar el agua del mar de Aral que se había desviado hacia otras naciones durante la época de la Unión Soviética.[8] Circunstancias similares también ponen al lago Baljash, su lago más grande, en riesgo de secarse por completo.[9] Sin embargo, es necesario señalar que, en el caso del Mar de Aral, cuya única fuente de alimentación es la que constituyen los ríos Amu Daria y Syr Daria la causa de su desecamiento progresivo ha sido el uso tan intenso que se ha hecho de sus aguas para el riego de la zona desértica de las cuencas de dichos ríos. De hecho, la gran cantidad de poblaciones existentes en sus riberas, no se explicarían si no fuera por sus aguas.[10]

## Consecuencias

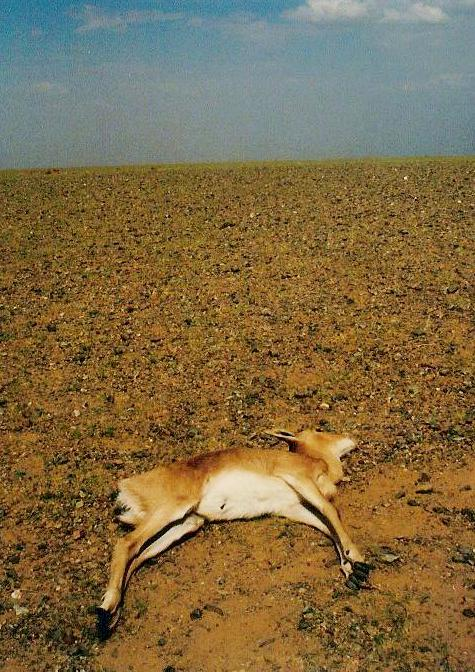
Una gacela de Mongolia muerta debido a la sequía.

Los períodos de sequía pueden tener importantes consecuencias para el ambiente, la agricultura, la economía, la salud y la sociedad. Los efectos varían dependiendo de la vulnerabilidad. Por ejemplo, los agricultores de subsistencia son más propensos a migrar durante una sequía, ya que no tienen fuentes alternativas de alimentos. Las áreas con poblaciones que dependen de la agricultura de subsistencia como fuente principal de alimento son más vulnerables a la hambruna. Entre 1970 y 2019, las sequías representaron el 15% de todas las catástrofes naturales, resultando en aproximadamente 650.000 víctimas mortales. Entre 1998 y 2017 generaron pérdidas económicas globales de alrededor de 124.000 millones de dólares. Desde el año 2000, se ha observado un aumento del 29% en la frecuencia y duración de las sequías. En 2022, más de 2.300 millones de personas se encontraban en situación de estrés hídrico, con cerca de 160 millones de niños expuestos a sequías graves y prolongadas.
Las consecuencias más comunes de la sequía incluyen:
- Disminución de la producción agrícola y de la capacidad de carga del ganado.
- Malnutrición, deshidratación y enfermedades relacionadas.
- Hambruna debido a la pérdida de los cultivos alimentarios.
- Migración masiva, resultando en un gran número de desplazados internos y refugiados.
- Daños al hábitat, afectando la vida silvestre en la ecorregión terrestre y acuática.[12]
- Tormentas de polvo, cuando la sequía afecta un área que sufre de desertificación y erosión
- Descontento social, conflictos y guerras por recursos naturales, incluyendo agua y alimentos.
- Interrupción de venta de alimentos en el mercado
- Deterioro de la calidad del agua.
- Aumento del riesgo de enfermedades y mortalidad.
- Degradación irreversible en ecosistemas alterados por la acción humana.[13]

## Fenómeno global
La sequía es un peligro persistente y generalizado que afecta a muchas regiones del mundo, pero sus efectos son especialmente graves en determinadas zonas debido a la geografía, el clima y la vulnerabilidad socioeconómica.
La sequía es uno de los eventos climáticos más antiguos documentados, presente en la Epopeya de Gilgamesh y en la historia bíblica de la llegada de José en el antiguo Egipto, y el Éxodo. Migraciones de cazadores-recolectores en Chile en 9500 a. C. fueron vinculados con este fenómeno climático, al igual que el éxodo de los primeros seres humanos fuera de África hacia el resto del mundo hace alrededor de 135.000 años.
El hombre moderno tiene la capacidad de mitigar la mayor parte del impacto de las sequías a través del riego y la rotación de cultivos. Si se omite el desarrollo de estrategias adecuadas de mitigación de sequías en la era moderna, el costo humano suele ser muy alto, que puede verse agravado por una creciente densidad de población.

### Regiones más afectadas por la sequía

Las áreas afectadas durante la sequía del Sahel de 2012.

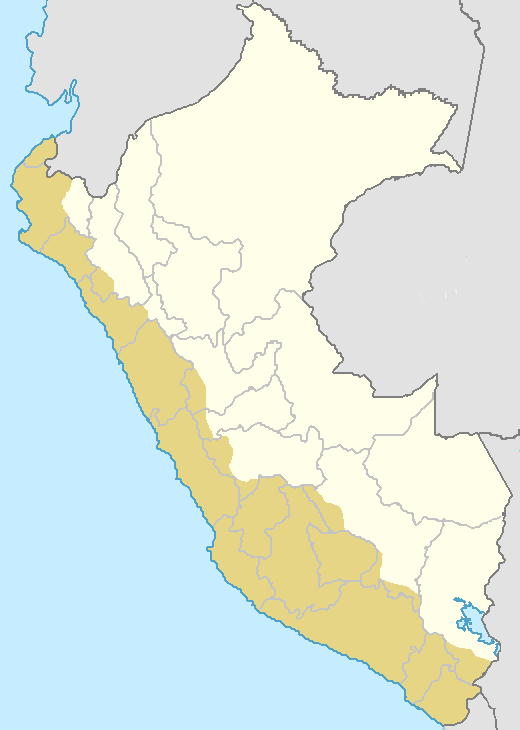
Mapa con las zonas donde hay sequías en el Perú, ya sea por temporada o de forma permanente.

### África
África sigue siendo el continente más expuesto y afectado por la sequía. Siete de los diez países con mayor índice de riesgo de sequía se encuentran en África.
El Cuerno de África (que incluye Somalia, Etiopía, Eritrea y Yibuti) es especialmente vulnerable, con sequías frecuentes y prolongadas intensificadas por el cambio climático que provocan inseguridad alimentaria generalizada y crisis humanitarias. En el noroeste de la región del Cuerno de África, el conflicto de Darfur en Sudán, que afectó también a Chad, fue alimentado por décadas de sequía; la combinación de sequía, desertificación y sobrepoblación son algunas de las causas del conflicto de Darfur, ya que los nómadas baggara de origen árabe, en busca de agua para su ganado tornaron hacia el sur, en tierras principalmente ocupadas por agricultores no árabes.
Somalia: tiene el índice de riesgo de sequía más alto del mundo, con una puntuación de 9,9, lo que la convierte en el país más expuesto a los peligros de la sequía. 
Etiopía: sufre la sequía más larga y grave del mundo, con más de 10 millones de personas afectadas. Esta crisis se ve agravada por fenómenos climáticos como El Niño, que ha provocado malas cosechas y la muerte de ganado.
Namibia y Zimbabue: ambos obtienen una puntuación de 9,4 en el índice de riesgo, empatando en el segundo lugar.
Otros países africanos de alto riesgo: Yibuti, Mauritania, Sudáfrica, Eritrea, Mozambique y Sudán se enfrentan a importantes riesgos de sequía.

### Asia
Afganistán: entre los diez primeros a nivel mundial, con gran parte de la población afectada por sequías recurrentes.
Pakistán: se enfrenta a una sequía crónica, especialmente en el sur, con millones de personas en riesgo debido a la escasez de agua y la desertificación.
Tayikistán: también entre los diez primeros en riesgo de sequía.
Las sequías que afectarían el río Ganges en India son motivo de especial preocupación, ya que el río proporciona agua potable y agua de riego para más de 500 millones de personas.

### Oriente Medio
Los países de esta región son muy propensos a las sequías debido a sus climas áridos y a su excesiva dependencia de fuentes de agua limitadas. 14 de los 33 países que tienen más probabilidades de enfrentarse a recortes en el suministro de agua se encuentran ahí. Entre ellos, hay nueve países que podrían sufrir fuertemente la escasez de agua: Bahréin, Kuwait, Palestina, los Emiratos Árabes Unidos, Arabia Saudí, Omán y el Líbano.

### Europa
Aunque tradicionalmente menos afectada que África o Asia, Europa se enfrenta a un riesgo creciente de sequía.
Europa septentrional y los Alpes occidentales: actualmente entre las regiones más afectadas, con disminución del caudal de los ríos y precipitaciones históricamente bajas.
Mediterráneo oriental y Europa sudoriental: experimentan condiciones de sequía cada vez más extendidas, que afectan a la agricultura y los ecosistemas.

### América
Estados Unidos y México: El oeste de Estados Unidos y el norte de México destacan como zonas de alto riesgo de pérdidas económicas debido a la sequía, aunque no siempre ocupan los primeros puestos en los índices de riesgo mundiales. 
En América Latina y el Caribe, si bien los recursos hídricos son abundantes, la región enfrenta desafíos complejos en materia de disponibilidad, calidad y distribución del agua. Brasil, Bolivia, Colombia, Ecuador, Perú y Venezuela se han visto especialmente afectados, pues importantes franjas de estos países han experimentado una sequía excepcional.
La Amazonía está experimentando una grave sequía, con niveles de agua en los ríos peligrosamente bajos y extendiéndose a más áreas del bioma. Esta situación, agravada por el cambio climático y la deforestación, está teniendo consecuencias devastadoras para las comunidades locales y el ecosistema amazónico en su conjunto.
Los científicos del Instituto Nacional de Pesquisas da Amazônia (INPA) argumentan que esta vulnerabilidad a la sequía, junto con los efectos de la deforestación sobre el clima regional, están empujando la selva hacia un "punto de inflexión" donde comenzaría a morir de forma irreversible. Llegan a la conclusión de que el bosque está al borde de convertirse en sabana o desierto, con consecuencias catastróficas para el clima del mundo.

## Causas
En general, las precipitaciones se relacionan con la cantidad de vapor de agua transportada por la atmósfera y el punto de rocío, determinado por la temperatura del aire, en combinación con el movimiento ascendente de la masa de aire que contiene vapor de agua. Si estos factores combinados no soportan volúmenes de precipitación suficientes que alcanzan la superficie de la tierra, el resultado es una sequía. Esto puede ser provocado por un elevado nivel de reflexión de luz solar (alto albedo), y sobre todo la persistencia, superior al promedio, de vientos de sistemas de alta presión llevando aire continental (más seco) en lugar de aire oceánico (más húmedo), así como barras de áreas de alta presión cuyas conductas impiden o restrinjan el desarrollo de tormentas eléctricas o lluvias sobre una determinada región.
Los ciclos climáticos oceánicos y atmosféricos, como El Niño-Oscilación del Sur, hacen de la sequía una característica recurrente y regular de las Américas y Australia. Otra oscilación climática, conocida como la Oscilación del Atlántico Norte, ha sido atada a las sequías en el noreste de España.
La actividad humana puede directamente desencadenar factores agravantes —tales como la sobreexplotación de la tierra, el riego excesivo, y la deforestación— que fomentan la erosión y afectan negativamente a la capacidad de la tierra de capturar y retener el agua. Mientras que los efectos de estos factores tienden a ser relativamente aislados en su alcance, se prevé que las actividades que conducen al cambio climático global pueden desencadenar sequías con un gran impacto en la agricultura a nivel global, y especialmente en países subdesarrollados. El calentamiento global está provocando que los regímenes de precipitaciones en todo el planeta sean más variables. En general, las lluvias serán más intensas cuando se produzcan, pero habrá periodos secos intermedios más largos y severos. Algunas zonas húmedas serán más húmedas, mientras que otras zonas secas serán más secas y experimentarán más sequías.

## Protección y mitigación

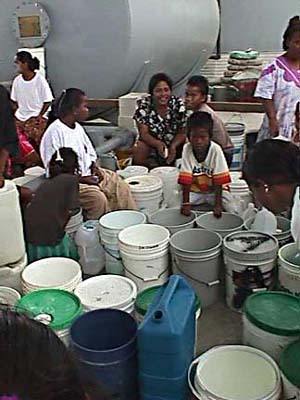
Distribución de agua en las Islas Marshall durante El Niño.

Existen varias estrategias para protegerse contra las sequías, o mitigar sus efectos:
- Presas - Presas y embalses permiten suministrar agua en épocas de sequía.
- Monitoreo de sequías - la continua observación de los niveles de lluvia, y comparaciones con los niveles actuales del uso de agua, pueden contribuir a la prevención de sequías causadas por actividades humanas. El análisis del uso del agua en Yemen reveló que el nivel de agua subterránea del país está en grave riesgo como resultado del uso excesivo para el riego de los cultivos de khat.[50] Un monitoreo preciso de los niveles de humedad, utilizando parámetros tales como los del índice de sequía de Keetch-Byram.[51] o índice de sequía de Palmer, también puede ayudar a predecir el riesgo de incendios forestales.
- Uso de la tierra - La rotación de cultivos, si es cuidadosamente planeada, puede contribuir a minimizar la erosión y permite que, durante los años más secos, los agricultores siembren cultivos con una menor demanda de agua.
- Captación de agua pluvial - Recogida y almacenamiento de agua de lluvia de los techos u otras zonas de captación adecuadas.
- Trasvase - Incluye la construcción de acueductos, canales, e incluso la redirección de ríos, para el riego y abastecimiento de agua de las zonas propensas a la sequía.
- Agua reciclada - aguas residuales que han sido tratadas y purificadas para su reutilización.

## Galería

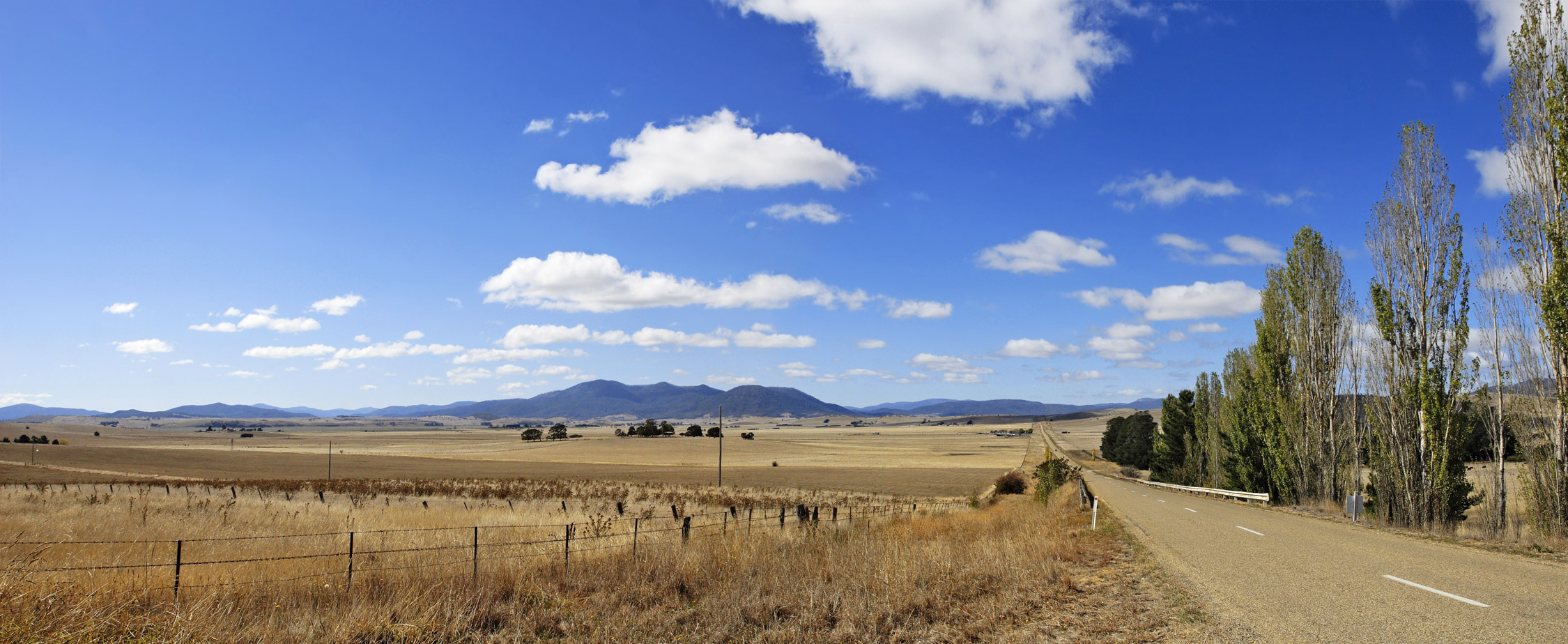
Pastizales en los alrededores de Benambra, Victoria, Australia sufriendo condiciones de sequía.
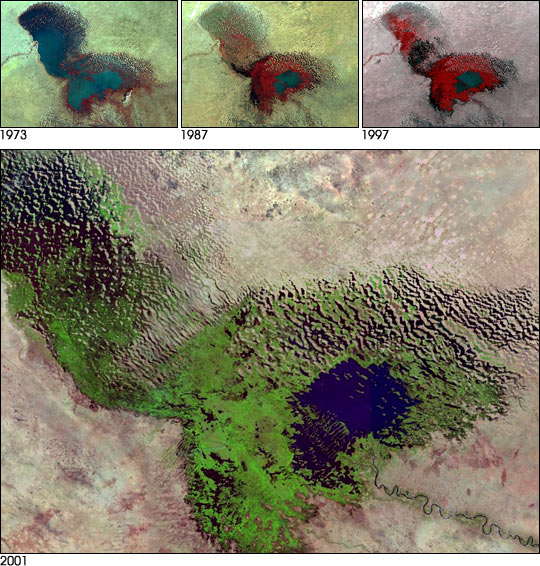
Imagen de satélite de 2001 del lago Chad. El lago se ha reducido en un 95 % desde 1960.
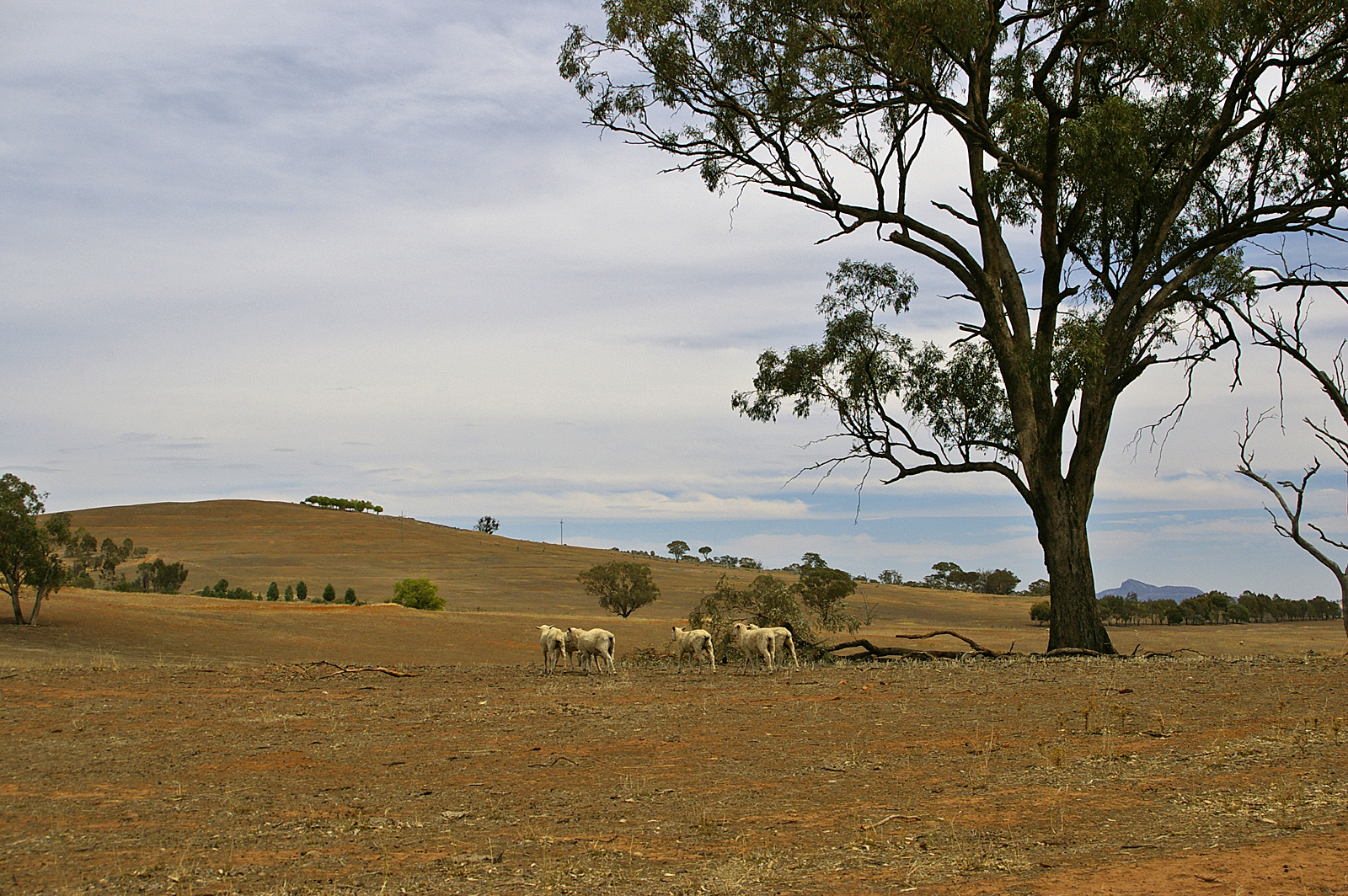
Ovejas en un prado afectado por la sequía en Uranquinty, Nueva Gales del Sur, Australia.
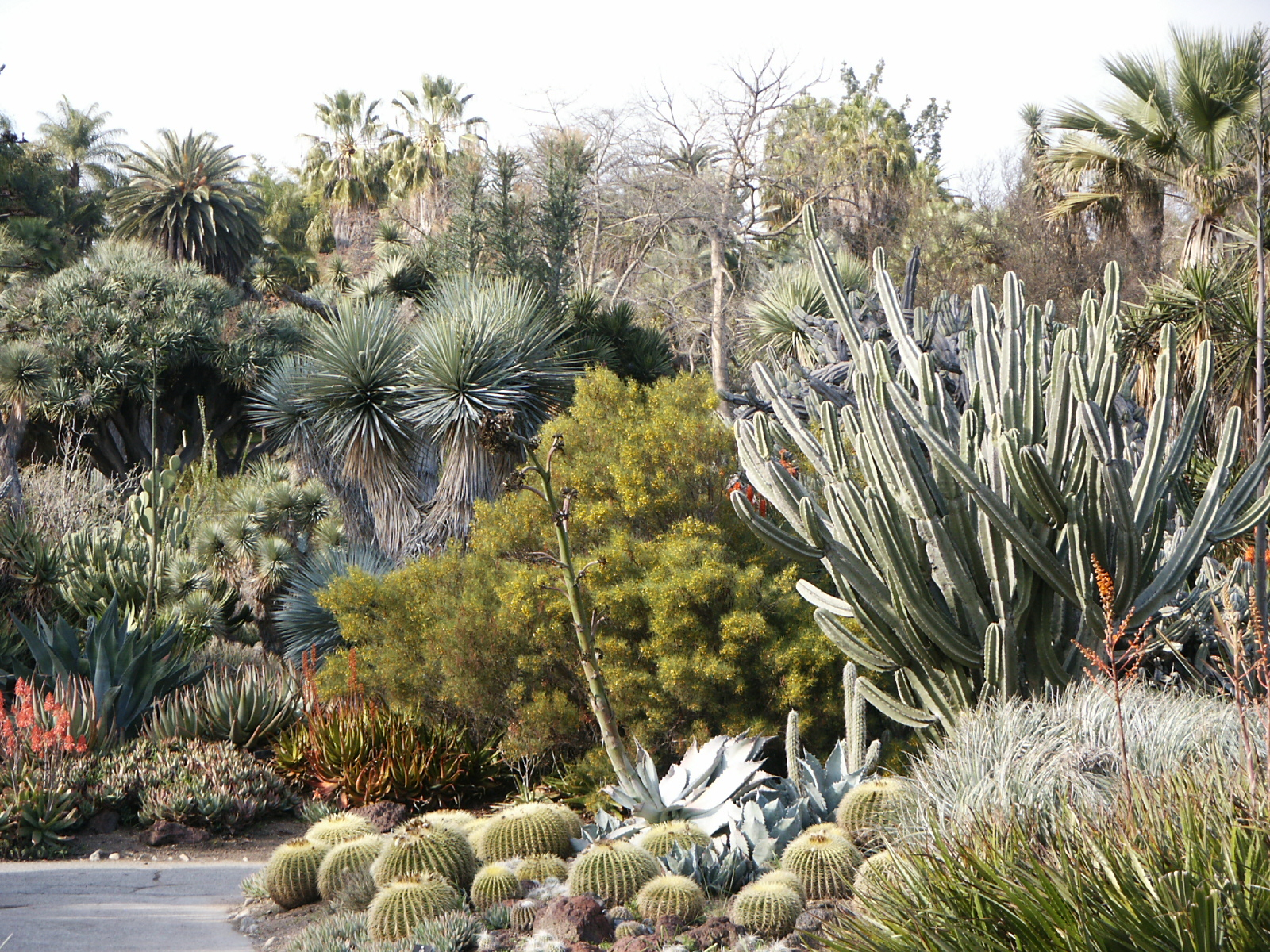
Las plantas xerófilas están adaptadas para sobrevivir largos períodos de sequía.
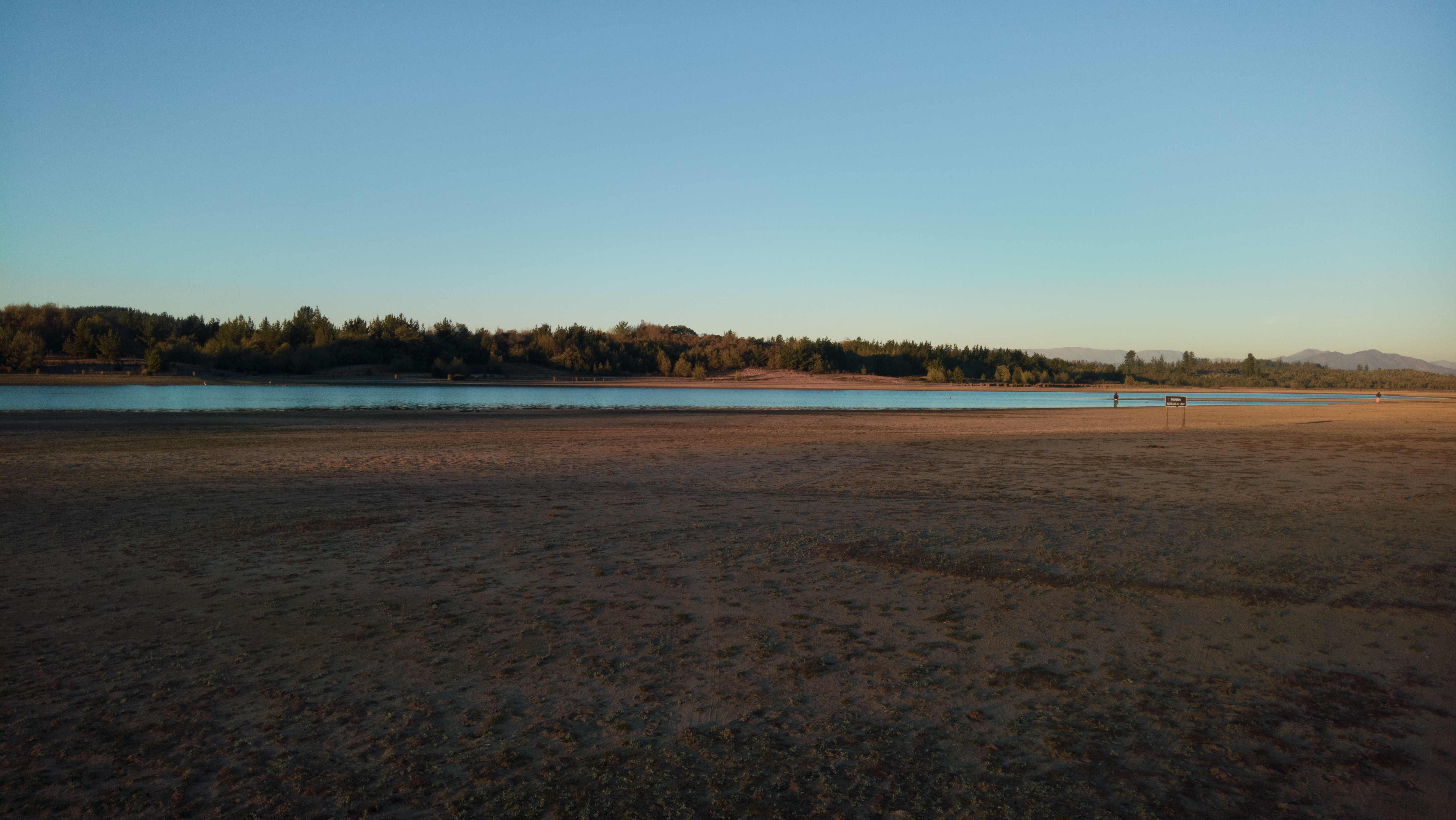
El lago Peñuelas, ubicado a pocos kilómetros de Valparaíso, Chile, se ha transformado en uno de los símbolos de la megasequía que afecta a ese país hoy en día.